# Dromaius baudinianus
Dromaius baudinianus (officiellt svenskt trivialnamn saknas) är en utdöd fågel i familjen kasuarer inom ordningen kasuarfåglar. Den förekom tidigare på Kangaroo Island utanför södra Australien. Den behandlas ofta som underart till emun (Dromaius novaehollandiae).